# Земцов, Юрий Исаевич
Ю́рий Иса́евич Земцо́в (23 мая 1938 — 11 мая 2024) — советский и российский архитектор. Профессор ЛИЖСА имени И. Е. Репина, член Градостроительного совета при Правительстве Санкт-Петербурга, член президиума правления Санкт-Петербургского союза архитекторов, действительный член Международной академии архитектуры (Московское отделение), академик РААСН. Заслуженный архитектор РФ.

## Биография
Родился 23 мая 1938 года в Ленинграде в семье историка архитектуры Исая Менделевича (Станислава Марковича) Земцова (1906—1983) и Сарры Алексеевны Павлоцкой, преподававшей историю в ЛГПИ имени А. И. Герцена.
В 1962 году окончил архитектурный факультет ЛИСИ. В 1962—1967 годах  работал  архитектором в 5-й мастерской «Ленпроекта» под руководством  Е. А. Левинсон и Д. С. Гольдгора.
В 1967—1989 годах  — архитектор в институте «Гипроторг» (Государственный институт по проектированию предприятий торговли и общественного питания).
В 1989 году создал свою персональную архитектурную мастерскую, первую в Санкт-Петербурге. В 1994 году она была преобразована в ЗАО «Архитектурное бюро "Земцов, Кондиайн и партнёры"» и продолжила своё существование по сей день.
С 2000 года являлся членом объединения негосударственных архитектурных коллективов НП «Объединение архитектурных мастерских».
Умер 11 мая 2024 года в Санкт-Петербурге в возрасте 85 лет. По предварительной информации умер из-за тяжёлой и длительной болезни.

## Награды
- заслуженный архитектор Российской Федерации (30 января 1995) — за заслуги в области архитектуры и многолетнюю плодотворную работу
- медаль Союза архитекторов СССР на Всесоюзном смотре лучших проектов (1983) — за проект гостиницы «Невский Палас» в Ленинграде
- Государственная премия РСФСР в области архитектуры (1986) — за проектирование и строительство комплекса общегородского торгового центра в Омске
- медаль Союза архитекторов России «За высокое зодческое мастерство» имени В. И. Баженова (1995, 2005);
- Государственная премия Российской Федерации (1994) — за проект гостиницы «Невский Палас» в Санкт-Петербурге (1994);
- Почётная грамота Министерства культуры РФ (2012);
- премия Правительства Санкт-Петербурга за достижения в области архитектуры (2013);
- Золотая медаль РААСН в области архитектуры «За лучший реализованный проект» (жилой комплекс «Смольный парк» в Санкт-Петербурге, 2017);
- премия Правительства Российской Федерации в области культуры за строительство театрально-культурного комплекса «Новая сцена Александринского театра» (2017) и др[2].

## Проекты и постройки
- Правобережный рынок
- Торговый центр «Омский» (1984)[10];
- Реконструкция Владимирской площади (1989);
- Дом Советской экономики в Дюссельдорфе (1991—1995);
- Площадь Труда (1992—2000);
- Гостиница «Коринтия Невский Палас» (1993);
- Торговый комплекс «Балтийский» (2000)
- ЖК «Космос» (2008—2013);
- Новая сцена Александринского театра (2009—2013);
- Жилой комплекс «Смольный Парк» (2014)[11][12].